# Манодж Кумар Бхарті
Манодж Кумар Бхарті (англ. Manoj Kumar Bharti) (19 лютого 1963) — індійський дипломат. Надзвичайний і Повноважний Посол Індії в Україні.

## Біографія
Народився 19 лютого 1963 року. Закінчив престижну школу-інтернат. Після цього продовжив навчання в прем'єр-технологічному інституті Індії ІІТ (Канпур), де отримав ступінь бакалавра технологій в області електротехніки в 1985 році.
З 1985 року працює в Міністерстві закордонних справ Індії, співробітник індійських посольств у Тегерані, Гаазі, Катманду, Анкарі і Янгоні. Він також служив у Міністерстві торгівлі Індії. У Міністерстві закордонних справ, Нью-Делі, співробітник моніторингу за Бангладеш, а також очолював електронне урядування та ІТ-підрозділ.
З травня 2011 по вересень 2015 року — Надзвичайний і Повноважний Посол Індії в Республіці Білорусь.
З вересня 2015 по 14 серпня 2018 року — Надзвичайний і Повноважний Посол Індії в Україні.
Володіє англійською, перською, непальською, бенгальською мовами, санскритом, хінді та урду.
Захоплюється читанням, відтворенням музики, грає у бридж і гольф. Також цікавиться індійською філософією та новими відкриттями в галузях фізики й астрономії.

## Сім'я
- Дружина — місіс Анаміка Бхарті, колишній старший офіцер в уряді Індії, мистецтвознавець і педагог.
- два сина Ос і Аман.

## Цікавий факт
- кілька років підряд (як мінімум із 2016 по 2018) пан посол відвідував один з найбільших фестивалів йогів у Європі Vedalife у Києві, де виголошував коротку промову до учасників.[5]